# علیرضا بکماز
علیرضا بکماز دینه‌سری (زادهٔ ۵ مهر ۱۳۶۶ - ساری) بازیکن تیم ملی هندبال ایران است. اکنون سرمربی تیم هندبال زغالسنگ طبس در لیگ برتر هندبال ایران است

## باشگاه‌ها
شهرداری کرمان
شهرداری زرند
شهرداری تبریز
آلومینیوم اراک
نفت و گاز گچساران
نیروی زمینی ارتش
منیزیوم فردوس
سنگ آهن بافق
زغال سنگ طبس
زاگرس اسلام آباد

## بن‌مایه
1. ↑  «هندبالیست ساروی تیم ملی جوانان: هندبال ساری هیچ فعالیتی ندارد». خبرگزاری فارس.[پیوند مرده]

‌